# Kościół św. Mikołaja w Lounach
Kościół św. Mikołaja w Lounach (czes. Chrám svatého Mikuláše v Lounech) – trójnawowy, gotycki kościół pod wezwaniem św. Mikołaja w czeskich Lounach.
Pierwszy kościół został w 1517 roku zniszczony na skutek pożaru, dlatego też konieczna stała się jego odbudowa, którą powierzono królewskiemu architektowi, Benedyktowi Rejtowi. Prace zostały ukończone w 1538 roku, a gotowa budowla stała się jednym z najważniejszych zabytków czeskiego, późnego gotyku.
We wnętrzu znajduje się rzeźbiony, drewniany ołtarz, wykonany w latach 1701–1706 przez rzeźbiarza Jeronýma Kohla i jego ucznia, Františka Preissa. Pod koniec XIX wieku kościół przeszedł remont i renowację, przeprowadzone przez Josefa Mockera i Kamila Hilberta.
Nad budowlą górują dwie, liczące 60 m wysokości wieże z piaskowca i posiadające 180 stopni, prowadzących do dzwonnicy i galerii.